# Серце Соломона
«Серце Соломона» (інша назва: «Інтернаціонал») — радянський чорно-білий німий художній фільм, знятий режисерами Сергієм Герасимовим і Михайлом Кресіним в 1932 році на студії «Совкіно» (Ленінград). Прем'єра фільму відбулася 7 червня 1932 року. Фільм до наших днів не зберігся.

## Сюжет
Фільм знятий на тлі боротьби зі звинуваченнями у великодержавному шовінізмі, коли влада посилила критику російського минулого, а також всіляко підтримувала розробку «єврейської теми» в радянському кінематографі. У підсумку до середини 1930-х років було знято кілька десятків «єврейських» картин, де ця тема була головною, або проходила другим планом. Кінострічка розповідає, як це було прийнято в епоху соціального замовлення і промфінплану, про сільськогосподарську комуну «Червоні степи», в якій самовіддано і абсолютно добровільно працюють пліч-о-пліч представники всіх національностей СРСР, складаючи заявлений у назві картини Інтернаціонал. Головною сюжетною лінією картини була історія єврея Соломона, який набрав комуну, щоб стати справжнім селянином, як усі справжні люди, а не нещасним дрібним торговцем з вимираючого «штетлу», що відразу ж наштовхується на звичний антисемітизм оточуючих. Але єврейський орач Соломон виходить переможцем у змаганні на швидкість орних робіт, в якому беруть участь потомствені хлібороби. Колишній куркуль буде викритий і повернеться туди, звідки прийшов, тобто до в'язниці, Соломону поставлять на вид за м'якосердя і примиренство, а комуна буде цвісти і розцвітати.

## У ролях
- Ганна Заржицька —  Віра
- Валерій Соловцов —  голова комуни
- Микола Городнічев —  Стопач
- Володимир Гардін —  голова сільради
- Віктор Портнов —  Соломон
- Павло Курзнер —  Костя, секретар ради комуни
- Олександр Громов —  червоногвардієць

## Знімальна група
- Режисери — Сергій Герасимов, Михайло Кресін
- Сценарист — Сергій Герасимов
- Оператор — Юрій Утєхін
- Художники — Костянтин Бондаренко, Семен Мейнкін